# Gerhard Rühm
Pour les articles homonymes, voir Rühm.
Gerhard Rühm, né le 12 février 1930 à Vienne, est un auteur, compositeur et artiste visuel autrichien.

## Biographie
Gerhard Rühm étudie le piano et la composition musicale à l'Université de musique et des arts du spectacle de Vienne. Après ses études, il suit des cours particuliers avec le compositeur dodécaphonique Josef Matthias Hauer. Depuis le début des années 1950, Rühm produit de la poésie sonore, de la création orale, de la poésie visuelle, des photomontages et des livres. Il est cofondateur du Wiener Gruppe (Groupe de Vienne), avec Friedrich Achleitner, Hans Carl Artmann, Konrad Bayer et Oswald Wiener, ainsi que l'éditeur d'une anthologie du même nom. De 1972 à 1996, Rühm enseigne à l'Université des beaux-arts de Hambourg et, de 1978 à 1982, il est président du Grazer Autorenversammlung.
En plus de produire son propre travail, qui a été reconnu par de nombreux prix et récompenses, Rühm est également l'administrateur de la succession de Franz Richard Behrens et l'éditeur des œuvres de Konrad Bayer. Depuis 1978, il est membre de la Freie Akademie der Künste à Hambourg. En 2009, il reçoit le prix Alice Salomon de poétique et, le 25 janvier 2010, il reçoit un doctorat honorifique de l'Université de Cologne.
Son fils est le photographe et réalisateur David Rühm.

## Prix
- 1976 : Prix d'appréciation autrichien pour la littérature
- 1977 : Prix Karl Sczuka
- 1984 : Hörspielpreis der Kriegsblinden (Prix War Blinder Audio Play (pour Wald. Ein deutsches Requiem )
- 1984 : Prix de la ville de Vienne de littérature
- 1991 : Grand prix d'État autrichien de littérature
- 1991 : Médaille d'honneur de Vienne
- 2007 : Prix Alice Salomon de Poétique
- 2007 : Décoration d'honneur en or pour services rendus à la République d'Autriche
- 2010 : Doctorat honorifique, Université de Cologne
- 2013 : Décoration autrichienne pour la science et l'art
- 2014 : Prix de la Ville de Vienne, Art

## Œuvre
- Gesammelte Werke, édité par Michael Fisch.  (ISBN 978-3-88221-515-1)
- Volume 1.1 et 1.2 : Poèmes, édité par Michael Fisch, Parthas Verlag, Berlin, 2005.  (ISBN 978-3-88221-516-8)
- Volume 2.1 : Poésie visuelle, édité par Monika Lichtenfeld, Parthas Verlag, Berlin, 2006.  (ISBN 978-3-88221-517-5)
- Volume 2.2 : Musique visuelle, édité par Monika Lichtenfeld, Parthas Verlag, Berlin, 2006.  (ISBN 978-3-88221-526-7)
- Volume 3.1 : Musique auditive, édité par Monika Lichtenfeld, Matthes & Seitz, Berlin, 2013.  (ISBN 978-3-88221-520-5)
- Volume 3.2 : Poésie radiophonique, édité par Paul Pechmann, Matthes & Seitz, Berlin, 2016.  (ISBN 978-3-95757-358-2)
- Volume 4.1 : Cycles d'images, édité par Michael Fisch, Matthes & Seitz, Berlin, 2019,  (ISBN 978-3-95757-929-4)
- Volume 4.2 : Cycles d'images, édité par Thomas Eder, Matthes & Seitz, Berlin, 2020,  (ISBN 978-3-95757-930-0)
- Volume 5 : Pièces, édité par Michael Fischet Monika Lichtenfeld, Matthes & Seitz, Berlin, 2010.  (ISBN 978-3-88221-518-2)
- Volume 6.1 et 6.2 : Poèmes symphoniques, pièces pour piano
- Volume 7 : Mélodrames, chansons, chansons.
- Volume 8.1 et 8.2 : Travail artistique.
- Volume 9 : Écrits théoriques.
- Volume 10 : Suppléments.

## Littérature

### Publié par Gerhard Rühm
- Gerhard Rühm (avec Friedrich Achleitner und Hans Carl Artmann): hosn rosn baa. Vienna: Frick 1959. (sans ISBN)
- Gerhard Rühm: konstellationen. gomringer-press 1961. (sans ISBN)
- Gerhard Rühm (publisher): Die Pegnitz-Schäfer. Georg Philipp Harsdörffer, Johann Klaj, Sigmund von Birken. Gedichte. Berlin: Gerhard 1964. (sans ISBN)
- Gerhard Rühm: fenster Rowohlt 1968. (sans ISBN)
- Gerhard Rühm: Thusnelda. Romanzen. Eremiten-Presse 1968. (sans ISBN)
- Gerhard Rühm: DA. An alphabet book for children. Frankfurt am Main: Insel 1970. (sans ISBN)
- Gerhard Rühm: Gesammelte Gedichte und visuelle Texte. Reinbek bei Hamburg: Rowohlt 1970.  (ISBN 3-498-05668-9)
- Gerhard Rühm: Knochenspielzeug"". Fairtales and fahles, avec illustrations de Christian Ludwig Attersee, Eremiten-Presse 1970. (sans ISBN)
- Gerhard Rühm: die frösche. Reinbek bei Hamburg: Rowohlt 1971. (= Rowohlt Taschenbuch 1460)  (ISBN 3-499-11460-7)
- Gerhard Rühm: Die Reise nach Cythera. remiten-Presse 1971.  (ISBN 3-87365-017-7)
- Gerhard Rühm: Ophelia und die Wörter. Collected plays 1954–1971. Darmstadt und Neuwied: Luchterhand 1972. (sans ISBN)
- Gerhard Rühm: Mann und Frau. Darmstadt und Neuwied: Luchterhand 1972. (sans ISBN)
- Gerhard Rühm: wahnsinn. München: Hanser 1973.  (ISBN 3-446-11777-6) (= avec un disque)
- Gerhard Rühm: Comic. Linz: Edition Neue Texte 1975. (sans ISBN)
- Gerhard Rühm: bücher bilder bilder-bücher. Berlin
- Gerhard Rühm: Adelaides Locken. Illustration and commentary on a poem by Johann Heinrich Füssli. Köln and Berlin: Edition Hundertmark 1979. (sans ISBN)
- Gerhard Rühm: automatische zeichnungen. Vienna: Museum Moderne Kunst 1979 (= Publikation 13 a) (sans ISBN)
- Gerhard Rühm: fotomontagen. 1958–1966. Vienna: Museum Moderne Kunst 1979 (= Publikation 13 b) (sans ISBN)
- Gerhard Rühm: hand- und körperzeichnungen. Vienna: Museum Moderne Kunst 1979 (= Publikation 13 c) (sans ISBN)
- Gerhard Rühm: knochenspielzeug. Fairytales, fables and love stories. Düsseldorf: Eremiten-Presse 1979.  (ISBN 3-87365-138-6)
- Gerhard Rühm: Zeichnungen aus dem Bestand der Galerie. München: Galerie Klewan 1979. (sans ISBN)
- Gerhard Rühm: Selten gezeigte Kunst. group project from Berlin. (Gerhard Rühm and others) München: Galerie Klewan 1979. (sans ISBN)
- Gerhard Rühm: super rekord 50 + 50, avec Friedrich Achleitner. Linz: Edition Neue Texte 1980.  (ISBN 3-900292-17-5)
- Gerhard Rühm: Abenteuer des Don Juan. Drawings 1980/81. Innsbruck, Vienna und Düsseldorf: Galerien Krinzinger und Curtze 1981. (sans ISBN)
- Gerhard Rühm: Triumph des Herzens. Paintings, Kitsch and Curiosities (Gerhard Rühm and others) München: Galerie Klewan 1982. (sans ISBN)
- Gerhard Rühm: Schriftzeichnungen 1956–1977. Hannover: Verlag Zweitschrift 1982. (sans ISBN)
- Gerhard Rühm: Bleistiftmusik. (livre avec 1 MC et 14 slides.) Köln : Edition Hundertmark, 1982. (sans ISBN)
- Gerhard Rühm: Salome. Adaptation of a text by Oscar Wilde. Frankfurt am Main: Verlag der Autoren 1983.  (ISBN 3-88661-057-8)
- Gerhard Rühm: Zwölf Österreicher. (Gerhard Rühm and others) München: Galerie Klewan 1983. (sans ISBN)
- Gerhard Rühm: Text Bild Musik. A show and read book. Edition Freibord, Wien 1984. (sans ISBN) (=Freibord 41/42)
- Gerhard Rühm: Wandrers (Geheimnis). Köln: Edition Hundertmark 1985. (sans ISBN)
- Gerhard Rühm: Die Wiener Gruppe. Achleitner, Artmann, Bayer, Rühm, Wiener. published by Gerhard Rühm. Reinbek bei Hamburg: Rowohlt 1985.  (ISBN 3-498-07300-1) (nouvelle édition)
- Gerhard Rühm: Leselieder/visuelle musik. Bielefeld and Graz: Communal Gallery and Culture House 1986. (sans ISBN)
- Gerhard Rühm: Zeichnungen. Salzburg and Vienna: Residency 1987.  (ISBN 3-7017-0482-1)
- Gerhard Rühm: botschaft an die zukunft. Collected spoken word. (avec 1 MC en slipcase) Reinbek bei Hamburg: Rowohlt 1988.  (ISBN 3-498-05718-9)
- Gerhard Rühm: reisefieber. Reinbek bei Hamburg: Rowohlt 1989.  (ISBN 3-498-05723-5)
- Gerhard Rühm: Albertus Magnus Angelus. Salzburg and Vienna: Residenz 1989.  (ISBN 3-7017-0599-2)
- Gerhard Rühm: Schrifttuschen. Frankfurt am Main: Kunstverein 1989. (sans ISBN)
- Gerhard Rühm: Geschlechterdings. Chansons, Romances and Poems. Reinbek bei Hamburg: Rowohlt 1990.  (ISBN 3-498-05729-4)
- Gerhard Rühm: theatertexte. Frankfurt am Main: Collection of the Author 1990.  (ISBN 3-88661-113-2)
- Gerhard Rühm: zeichnungen und scherenschnitte. Mürzzuschlag: Walter-Buchebner-Gesellschaft 1990. (sans ISBN)
- Gerhard Rühm: Die Kunst der Fingerfertigkeit. Hommage to Carl Czerny. Zell am See: Galerie Zell am See 1991. (sans ISBN)
- Gerhard Rühm: Die Winterreise dahinterweise. New Poems and photomontgages. Zu Franz Schuberts Liederzyklus. Klagenfurt: Ritter 1991.  (ISBN 3-85415-087-3)
- Gerhard Rühm: liederbilder. Bremen: Galerie am Steinernen Kreuz 1992. (sans ISBN)
- Gerhard Rühm: überkreuzt (avec Heinz-Günter Prager), Köln: Wienand 1993.  (ISBN 3-87909-333-4)
- Gerhard Rühm: Sämtliche Wiener Dialektdichtungen (avec 1 CD en slipcase) Graz und Wien: Droschl, 1993,  (ISBN 3-85420-344-6) (= Edition Neue Texte)
- Gerhard Rühm: textall. a utopian novel. Reinbek bei Hamburg: Rowohlt 1993.  (ISBN 3-498-05736-7)
- Gerhard Rühm: Musik des Verstummens. A cycle for 12 collages. Meinigen: Galerie Ada 1994. (sans ISBN)
- Gerhard Rühm: Bravo Haymon 1994.  (ISBN 3-85218-176-3)
- Gerhard Rühm: auf messers schneide. Innsbruck: Haymon 1995.  (ISBN 3-85218-198-4)
- Gerhard Rühm: zeichen-buch. Hamburg: Kunsthalle 1995. (sans ISBN)
- Gerhard Rühm: 3 fragen, 2 sätze, bitten. Hamburg: Material 1995.  (ISBN 3-9802934-7-5)
- Gerhard Rühm: knochenspielzeug. Düsseldorf: Eremiten 1995. (Neuausgabe)  (ISBN 3-87365-298-6)
- Gerhard Rühm: drei kinematographische texte. Vienna: Edition Freibord, 1996.  (ISBN 3-900483-42-6)
- Gerhard Rühm: Visuelle Poesie. Innsbruck: Haymon 1996.  (ISBN 3-85218-223-9)
- Gerhard Rühm: Coole Serie in memoriam. Salzburg: Edition Fotohof 1996.  (ISBN 3-901756-02-7)
- Gerhard Rühm: Konrad Bayer – Sämtliche Werke. published by Gerhard Rühm. (Edited new edition) Stuttgart: Klett-Cotta 1996.  (ISBN 3-608-93382-4)
- Gerhard Rühm: lesebilder – bildgedichte. Gumpoldskirchen: DEA 1997. (sans ISBN)
- Gerhard Rühm: Wo die Landschaft beginnt (gefährlich zu werden). Bremen: Galerie am Steinernen Kreuz 1998. (sans ISBN)
- Gerhard Rühm: Organische und geometrische Formen. Salzburg: Galerie im Traklhaus 1999.  (ISBN 3-901369-12-0)
- Gerhard Rühm: Um zwölf Uhr ist es Sommer. Poems, spoken work, Chansons, plays, prose. Stuttgart: Reclam 2000.  (ISBN 3-15-018055-4)
- Gerhard Rühm: ICH. I love you, Ich-images and Ich-objects. Weitra: Bibliothek der Provinz 2000.  (ISBN 3-85252-392-3)
- Gerhard Rühm: Besteckstück. for table theater. Reinbek bei Hamburg: Rowohlt 2000. (sans ISBN)
- Gerhard Rühm: Kunst-Stücke. Vienna, Libro 2000.  (ISBN 3-85494-103-X)
- Gerhard Rühm: LICHT. Visual Poetics Visual Music. Graz: Steierischer Herbst 2001. (sans ISBN)
- Gerhard Rühm: momentgedichte und kurzgeschichten. Köln: Edition Fundamental 2001. (sans ISBN)
- Gerhard Rühm: schwellenchronik der jahrtausendwende. Graz: Droschl 2001.  (ISBN 3-85420-588-0)
- Gerhard Rühm: masoch. Graz: Droschl 2003.  (ISBN 3-85420-636-4)
- Gerhard Rühm: Das Welthände. Vienna: Edition Freibord 2003.  (ISBN 3-900483-53-1)
- Gerhard Rühm: Was verschweigt die schwarze Witwe? Graz. Droschl 2004,  (ISBN 3-85420-655-0)
- Gerhard Rühm: Die geregelte Wiedervereinigung Europas. Vienna: Freibord 2004. (sans ISBN)
- Gerhard Rühm: Weit weg und ganz nah. Kassel: Kunsthalle Fridericianum 2006.  (ISBN 3-927015-48-2)
- Gerhard Rühm: Kleine österreichische Volkskunde. Vienna: Edition Freibord 2008. (sans ISBN)
- Gerhard Rühm: Schriftbilder. Köln: Museum Ludwig 2008 (Print Collection). (sans ISBN)
- Gerhard Rühm: Aspekte einer erweiterten Poetik. Berlin: Matthes und Seitz 2008.  (ISBN 978-3-88221-736-0)
- Gerhard Rühm: Von Graz nach Grinzing. Klagenfurt: Ritter 2010.  (ISBN 978-3-85415-461-7)
- Gerhard Rühm: Sichtwechsel. Weitra: Bibliothek der Provinz 2010.  (ISBN 978-3-900000-64-6)
- Gerhard Rühm: Lügen über Länder und Leute. Klagenfurt: Ritter 2011,  (ISBN 978-3-85415-476-1)
- Gerhard Rühm: Rosenkränze und Kettengedichte. Hannover: Officin Albis 2011.  (ISBN 978-3-926152-15-2)
- Gerhard Rühm: hero liest grillparzer / leander lernt schwimmen. eine klassische liebesgeschichte // kuchen und prothesen. zwei dutzend kurzprosatexte. Klagenfurt: Ritter 2019  (ISBN 978-3-85415-596-6)
- Gerhard Rühm: Epigramme und Epitaphe. Klagenfurt: Ritter 2021,  (ISBN 978-3-85415-627-7)
- Gerhard Rühm: der mann mit eigenschaften. ein litaneiroman. Wien: Edition Melos 2022  (ISBN 978-3-9505056-4-1)

### Littérature secondaire sur Gerhard Rühm
- Kurt Bartsch et Stefan Schwär (éditeur) : Gerhard Rühm. Graz : Droschl 1999. (=dossier 15) (ISBN 3-85420-529-5)
- Joachim Brügge, Wolfgang Gratzer et Otto Neumaier (éditeur) : Gerhard Rühm und die Kunst der Gegenwart. Sarrebruck : Pfau 2007. (ISBN 978-3-89727-335-1)
- Thomas Eder et Klaus Kastberger (éditeur) : Schluss mit dem Abendland ! Der lange Atem der österreichischen Avantgarde. Vienne : Zsolnay 2000. (= Profil 5) (ISBN 3-552-04966-5)
- Michael Fisch : Gerhard Rühm – Ein Leben im Werk (1954-2004). Ein chronologisches Verzeichnis seiner Arbeiten. Bielefeld: Aisthesis 2005, (= Bibliographie de l'histoire littéraire allemande)) (ISBN 3-89528-489-0)
- Michael Fisch : »Ich« und »Jetzt«: Theoretische Grundlagen zum Verständnis des Werkes von Gerhard Rühm und praktische Bedingungen zur Ausgabe seiner »Gesammelten Werke«. Bielefeld : Transcription 2010, (= Lettre) (ISBN 978-3-8376-1501-2)
- Renate Kühn (éditeur) : Einfacher Durchgang. Zu Poesie und Poetologie Gerhard Rühms. Bielefeld : 2009. sans ISBN
- Renate Kühn (éditeur) : Doppelter Durchgang. Zu Poesie und Poetologie Gerhard Rühms. Bielefeld : Aisthesis 2010. (ISBN 978-3-89528-823-4) (avec un CD)
- Melitta Becker et Gerhard Melzer : Gerhard Rühm. Dans : "Kritisches Lexikon der Gegenwartsliteratur." Publié par Heinz Ludwig Arnold. Munich : (Vorschau)